# Мутш, Марио
Марио Мутш (люкс. Mario Mutsch; 3 сентября 1984, Санкт-Вит, Льеж, Бельгия) — люксембургский футболист, полузащитниксборной Люксембурга. Его мать из Бельгии, а отец из Люксембурга. Сейчас работает тренером в системе сборных Люксембурга.

## Биография

### Клубная карьера
Марио Мутш родился в бельгийском городе Санкт-Вит, что недалеко от Люксембурга. Занимался в молодёжных командах Бельгии — «Санкт-Вит» и «Олимпия» из города Рехт. Затем выступал за команды из низших лиг Бельгии. Первым клубом стал «Спа». В команде провёл около трёх лет и сыграл 78 матчей и забил 12 мячей. С 2005 года по 2006 год играл за «Юнион» из Ла-Каламин и сыграл 27 матчей. Летом 2006 года перешёл в немецкую «Алеманию II», клуб выступал в Оберлиге Северного Рейна — Вестфалии. За год Мутш провёл 30 матчей и забил 4 гола.
Летом 2007 года перешёл в швейцарский «Арау». В чемпионате Швейцарии дебютировал 22 июля 2007 года в домашнем матче против «Янг Бойз» (1:1), Мутш вышел в конце матча вместо бразильца Карлиньоса. В команде провёл два года и сыграл в Швейцарской Суперлиги 56 матчей и забил 3 мяча.
В июле 2009 года перешёл во французский «Мец», по свободному трансферу. Клуб выступал во французской Лиге 2. В сезоне 2009/10 Мутш провёл 32 матча за «Мец», а клуб занял 4-е место и не смог выйти в Лигу 1. С 2017 года игрок клуба «Прогресс Нидеркорн».

### Карьера в сборных
В 2005 году дебютировал в официальном турнире УЕФА за молодёжную сборную Люксембурга до 21 года. В национальной сборной Люксембурга дебютировал 8 октября 2005 года в выездном матче против России (5:1), Мутш вышел на 80 минуте вместо Поля Маннона. Первый гол за сборную забил 19 ноября 2008 года в товарищеском матче против Бельгии (1:1), Марио Мутш забил на 47 минуте в ворота Сильвио Прото. На 12 сентября 2018 года за сборную Люксембурга провёл 100 матчей и забил 4 гола.